# Alfred Bergel
Alfred Bergel (geboren am 4. Januar 1902 in Olmütz, (heute Olomouc, Tschechische Republik); ermordet im Oktober 1944 im KZ Auschwitz) war ein österreichischer Maler und Kunstlehrer.

## Leben
Alfred Bergel war ein Sohn von Arnold und Jeanette Bergel und lebte ab 1907 mit seinen Eltern in Wien. Dort besuchte er die k.k. Staatsrealschule Glasergasse in der Glasergasse 25 am Alsergrund bis zur Realschulmatura 1920. Zu seinen Jugendfreunden gehörte Karl König, der spätere Camphill-Gründer. Von 1920 bis 1924 studierte Bergel an der Wiener Kunstakademie mit dem Abschluss einer Lehrbefähigung als Akademischer Maler. Von 1925 bis 1938 war er Zeichenlehrer (Professor) an der Bundesrealschule Wien IV.
Bergel heiratete am 1. Juni 1930 Sophie Gutbinder. Nach dem Anschluss Österreichs an das Deutsche Reich erhielt er als Jude ab 1938 Berufsverbot. Am 9. Oktober 1942 wurde Bergel mit seiner Frau und weiteren Familienangehörigen im Transport Nr. 45 von Wien in das Ghetto Theresienstadt deportiert, wo er bis 1944 Häftling war. Am 16. Oktober 1944 folgte der Transport nach Auschwitz (Häftlingsnummer 1211). Er wurde im Oktober 1944 von den Nazis im KZ Auschwitz in Gaskammer ermordet. Von seinen Familienmitgliedern überlebten seine Frau sowie seine Schwester mit ihrem Ehemann das KZ.

## Werk und Wirkung in Theresienstadt
Alfred Bergel unterrichtete – teilweise gemeinsam mit der Bauhauskünstlerin Friedl Dicker-Brandeis – die Kinder und Jugendlichen in Zeichnen, Kunstgeschichte und Kunstbetrachtung und hielt viele verbotene Kurse und Vorträge über Kunst. Er war außerdem in den sogenannten „Malerwerkstätten“ tätig, wo er in Auftrag gegebene Szenen des Theresienstädter Lebens malte. Dazu gehört das bekannte Bild der Zentralbibliothek im Ghetto, welches sich heute im Altonaer Museum in Hamburg befindet.
Gemeinsam mit anderen Künstlern wurde Bergel dazu angehalten, Bilder bekannter Maler für die Nazioffiziere zu kopieren. Es gibt aber auch mehrere noch nicht genügend erforschte Angaben über eine „Sonderwerkstatt“ (als Fortsetzung der „Lautscher Werkstätten“, die teilweise von dem Holländer Joseph Spier geleitet wurden), in der Fälschungen zum Verkauf auf dem internationalen Kunstmarkt hergestellt werden mussten.